# NGC 7091
NGC 7091 (również IC 5114 lub PGC 66972) – galaktyka spiralna z poprzeczką (SBd), znajdująca się w gwiazdozbiorze Żurawia. Odkrył ją John Herschel 1 września 1834 roku.